# Takayo Ōkoshi
Takayo Ōkoshi (大越貴代, Ōkoshi Takayo, née le 13 juin 1985), plus connue sous son nom de scène Takayo, est une chanteuse et guitariste japonaise. Elle débute en 1997 en tant qu'idole japonaise, guitariste et leader du groupe féminin de J-pop ZONE sous le nom TAKAYO. Elle quitte le groupe en plein succès en 2003, remplacée par Tomoka Nishimura, pour se consacrer à ses études. Elle commence une carrière en solo en 2006, sortant deux albums en tant que chanteuse sous le nom Takayo. Elle ne participe pas à la reformation de ZONE en août 2011.

## Discographie
Albums
- 2006.11.19 : Takayo
- 2007.06.06 : My Best Friends